# Aparellament (genètica)
En genètica, l'aparellament és quan l'ADN o l'ARN s'uneix en parells per mitjà d'enllaços d'hidrogen a una seqüència complementària, formant un polinucleòtid bicatenari (vegeu hibridització dels àcids nucleics). El terme es fa servir sovint per a descriure la unió d'una sonda d'ADN o un encebador a una cadena d'ADN durant una reacció en cadena de la polimerasa (PCR). El terme també es fa servir per a descriure la reformació (renaturalització) de cadenes complementàries que han estat separades per la calor (tèrmicament desnaturalitzades).